# João Pedro da Silva Ferreira
João Pedro da Silva Ferreira foi um militar e político brasileiro.
Foi presidente da província de Sergipe, de 19 de outubro de 1840 a 30 de abril de 1841 e de 15 a 16 de junho de 1841.